# My Life (soap opera)

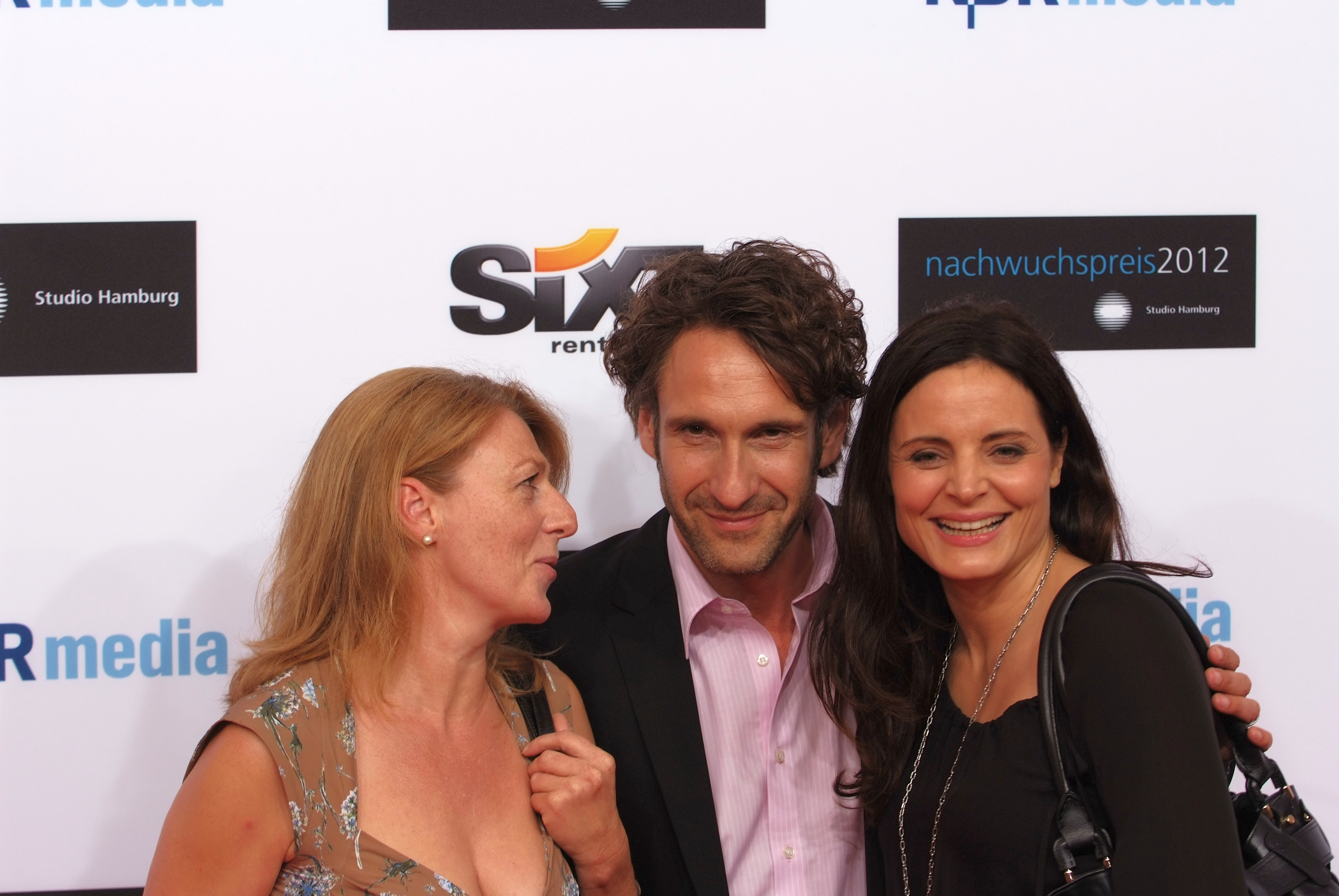
Protagonisti: Christine Wilhelmi, Falk-Willy Wild, Elisabeth Lanz (2012)

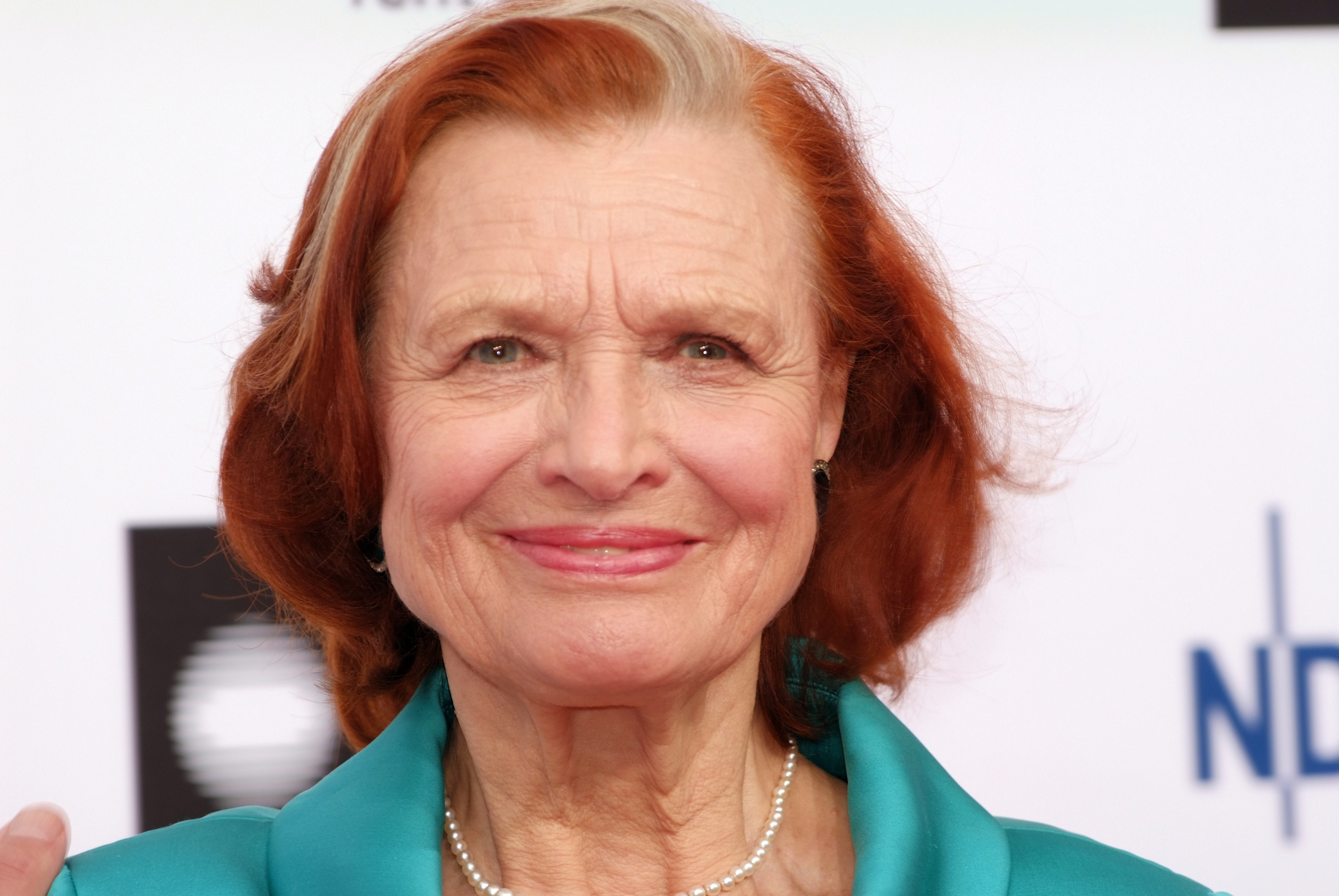
Brigitte Antonius (2012)

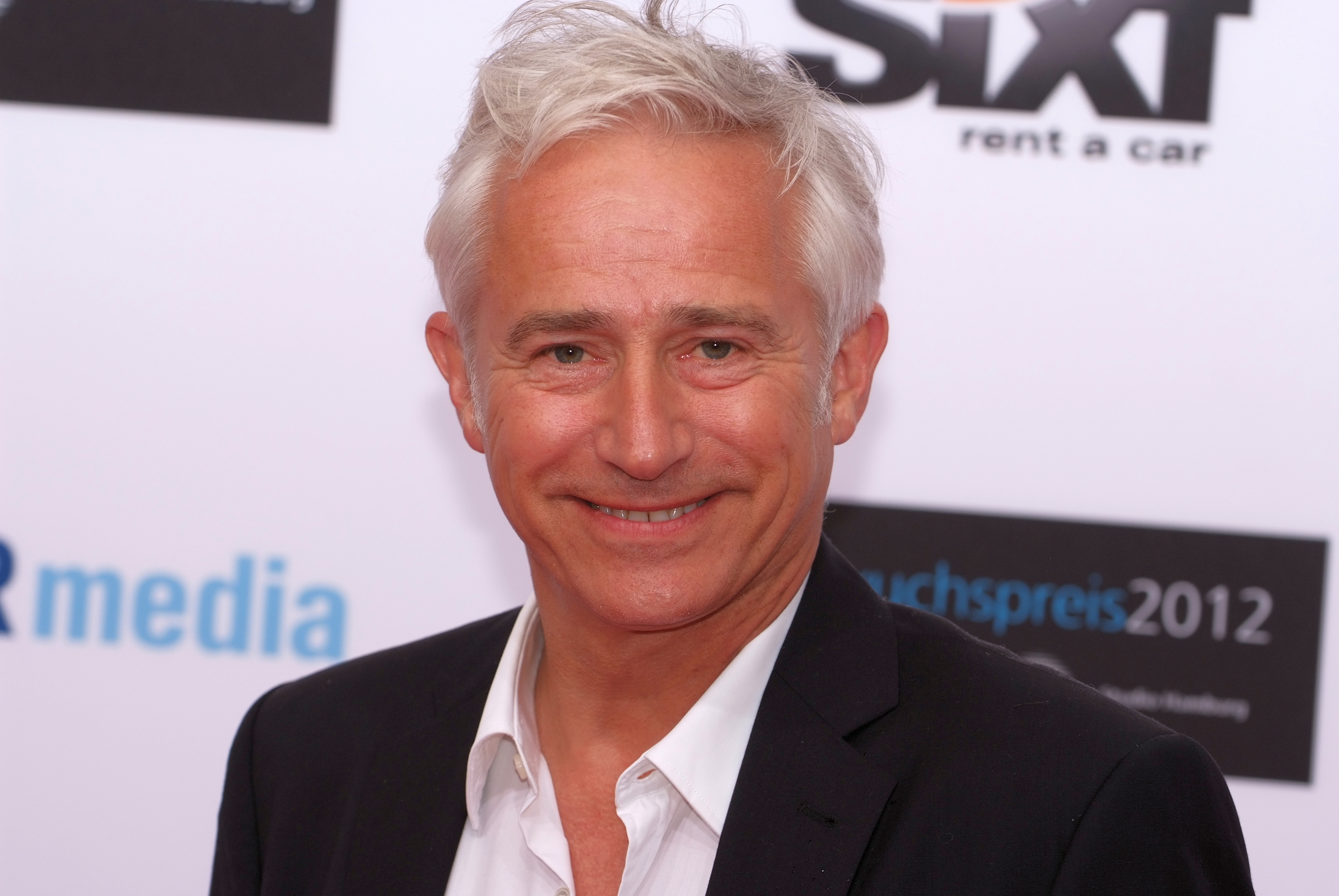
Gerry Hungbauer (2012)

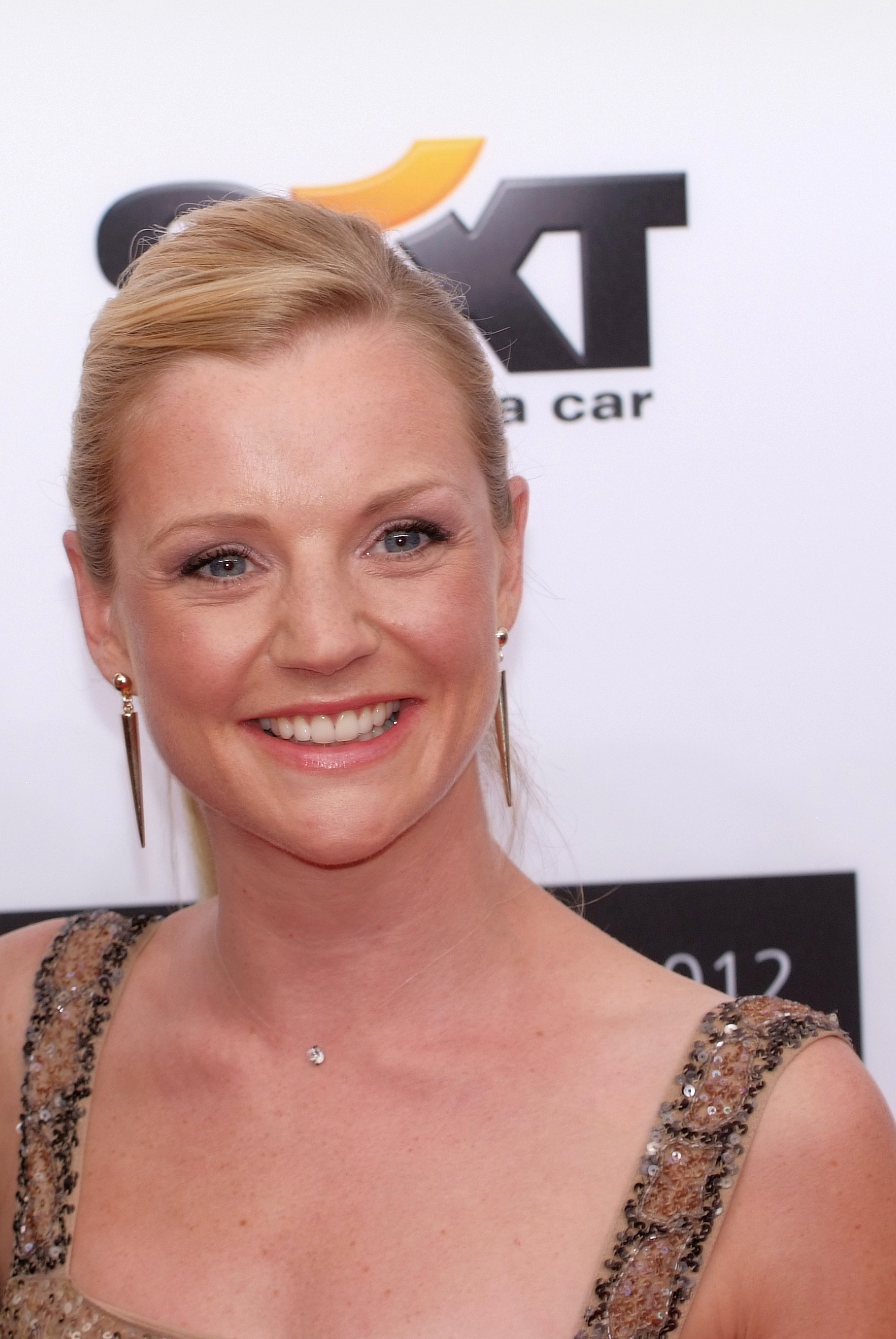
Kim-Sarah Brandts (2012)

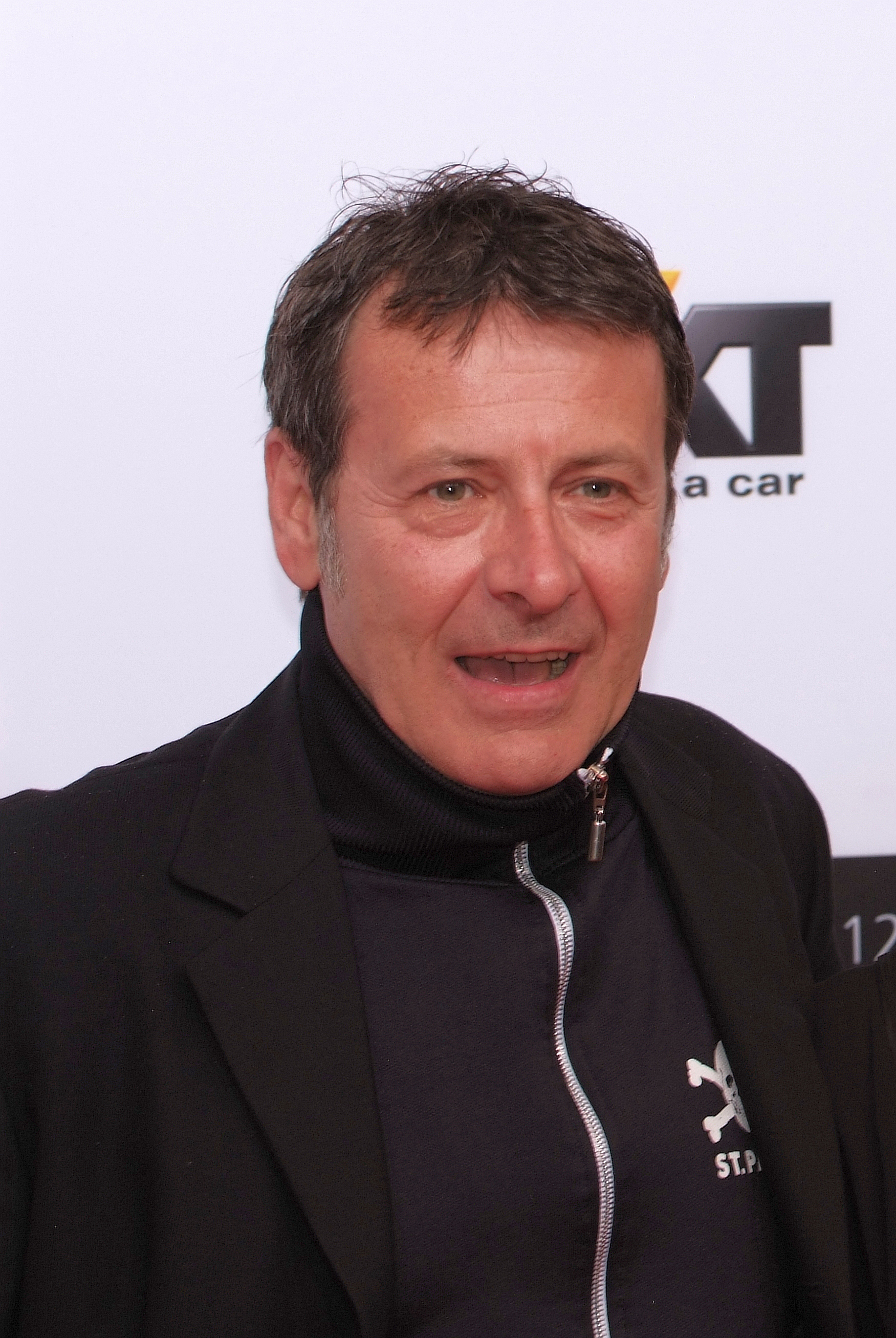
Hermann Toelcke (2012)

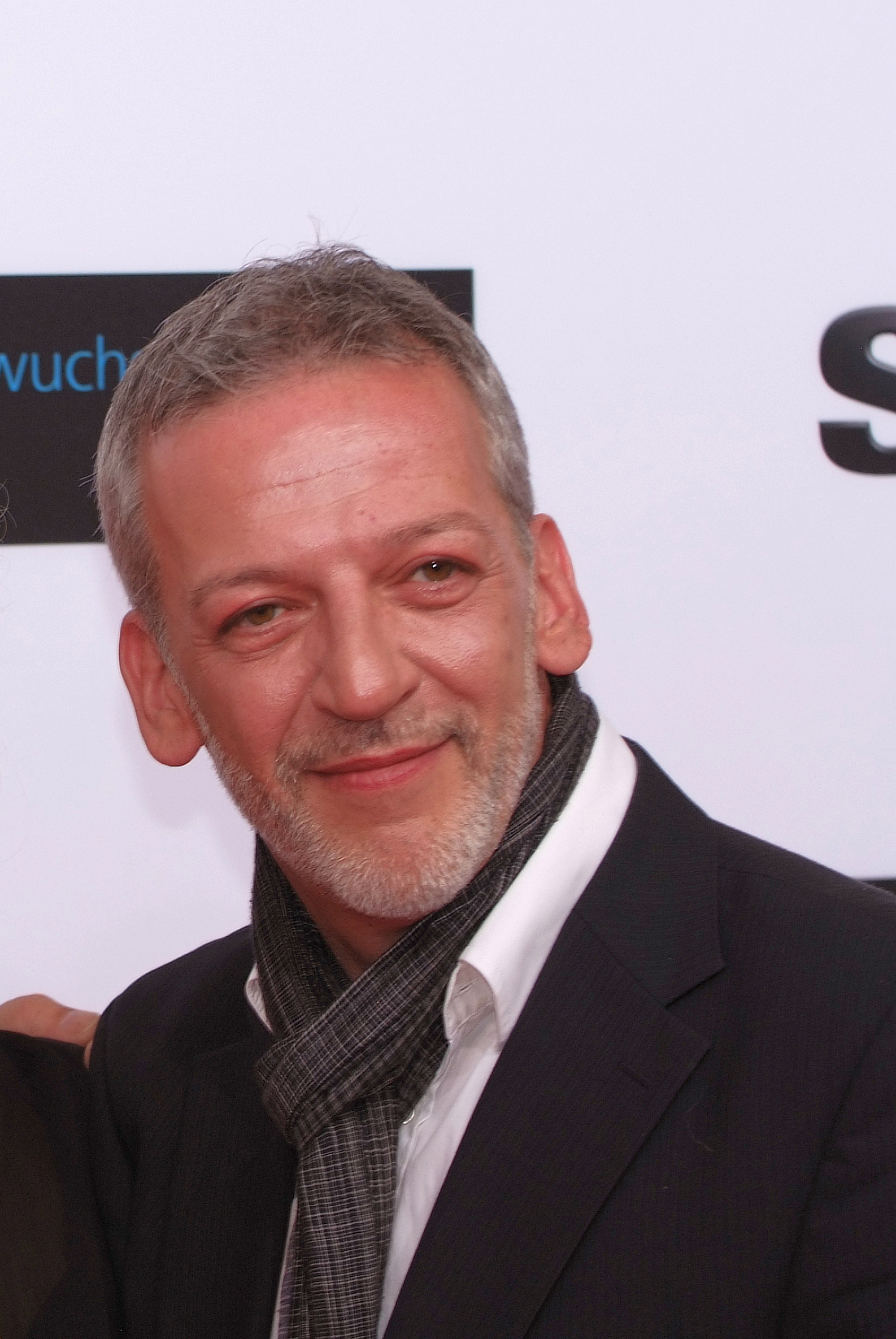
Stefan Hossfeld (2012)

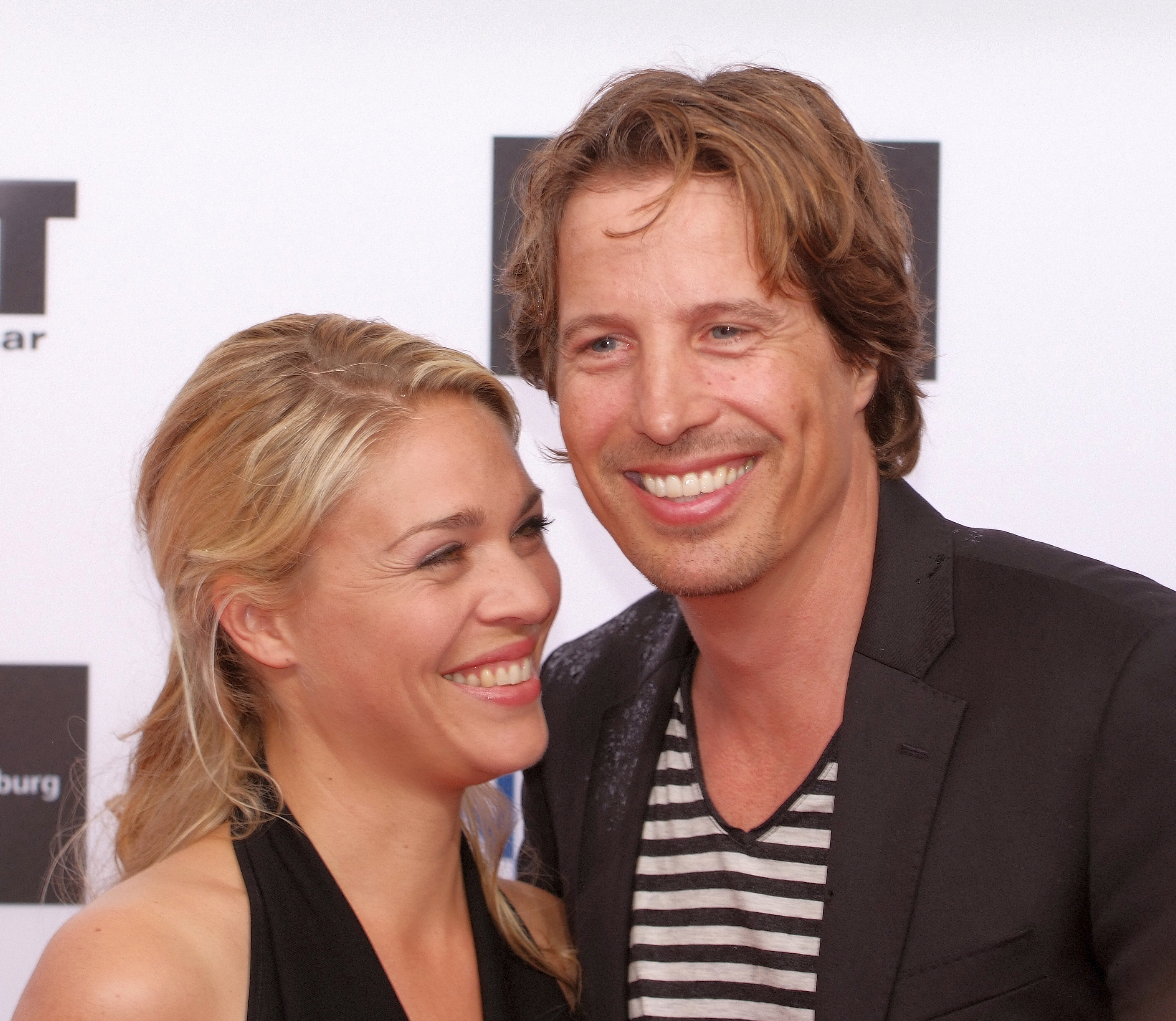
Jelena Mitschke und Michael Meziani (2012)

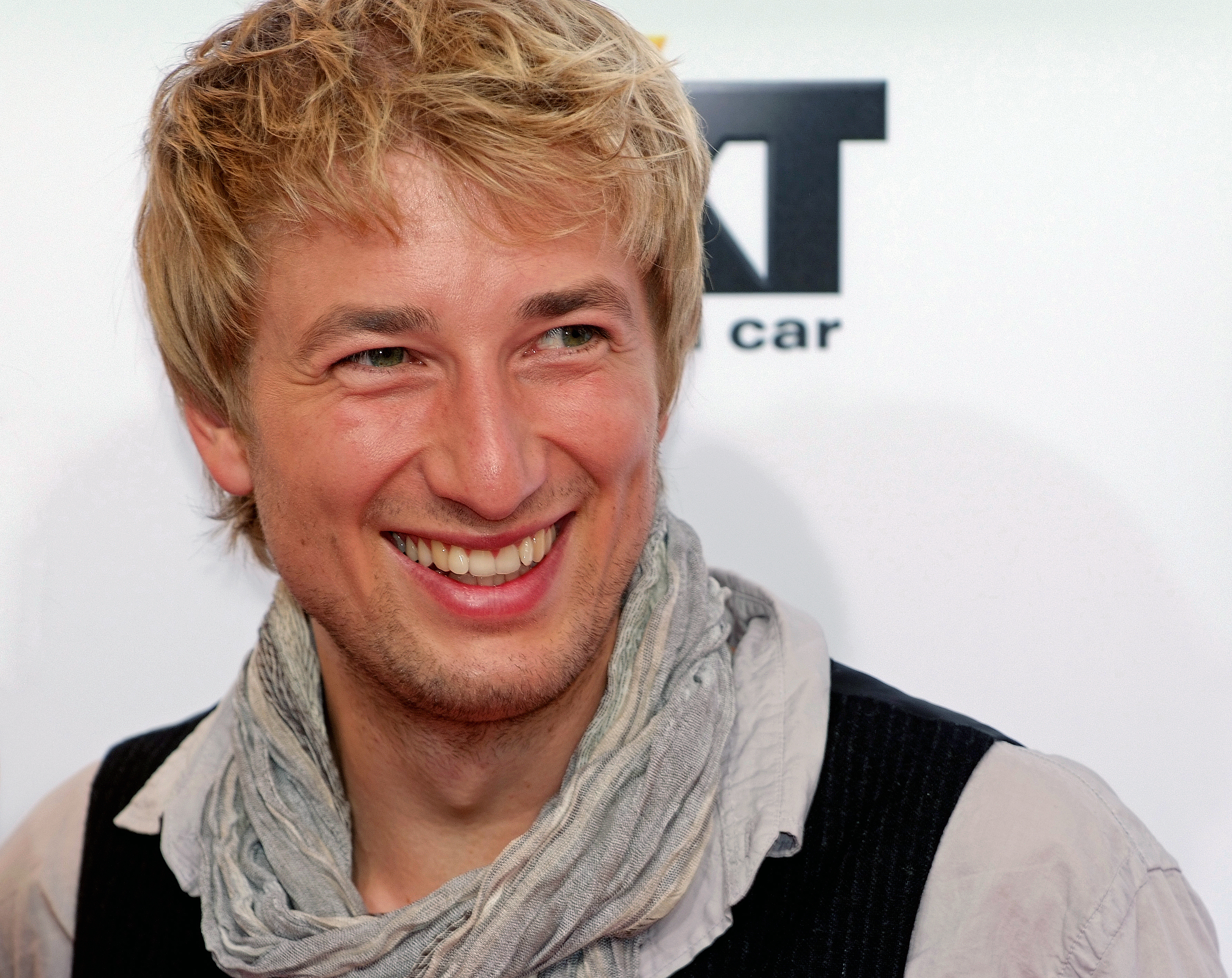
Tobias Rosen (2012)

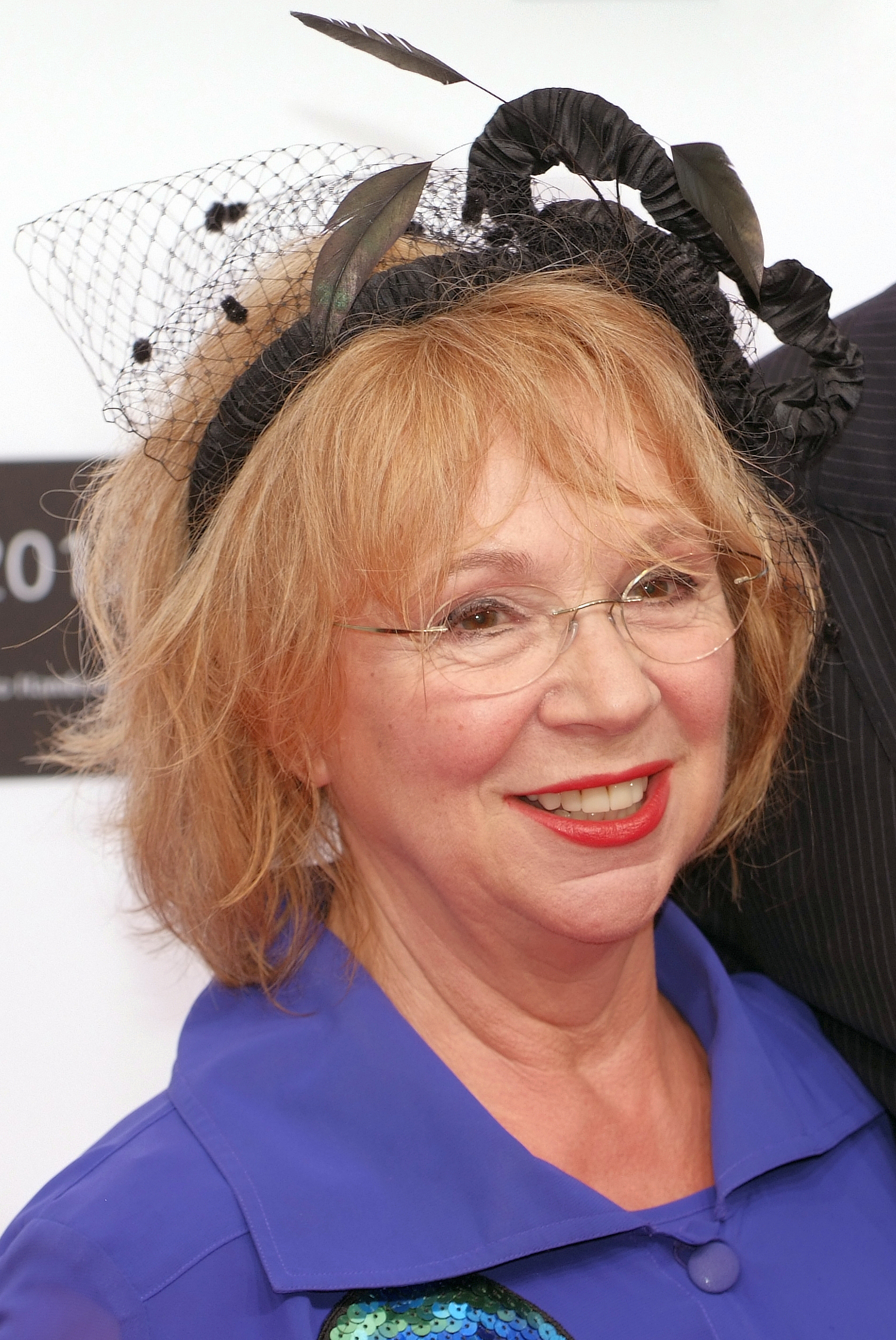
Madeleine Lierck-Wien (2012)

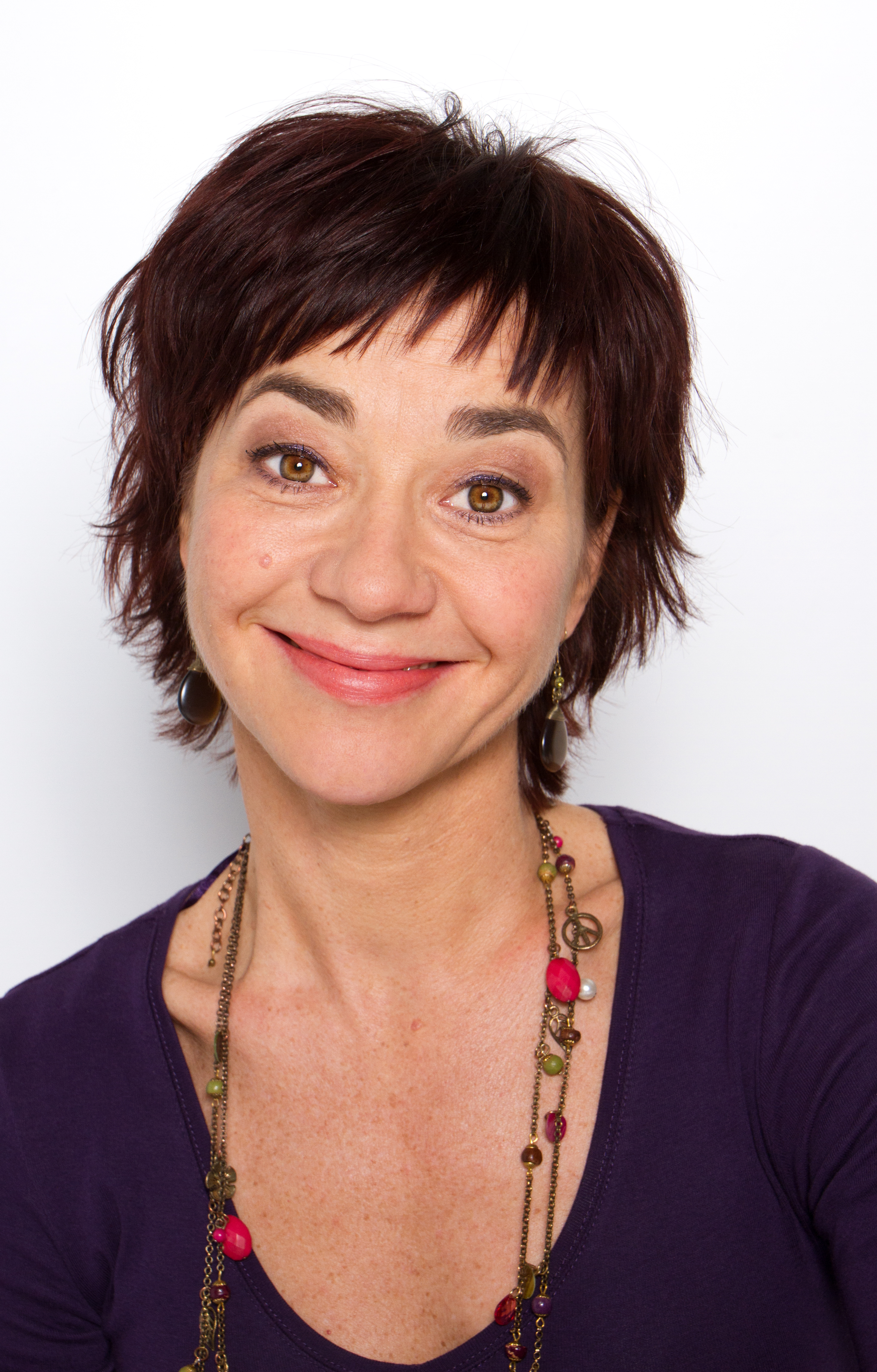
Anja Franke (2011)

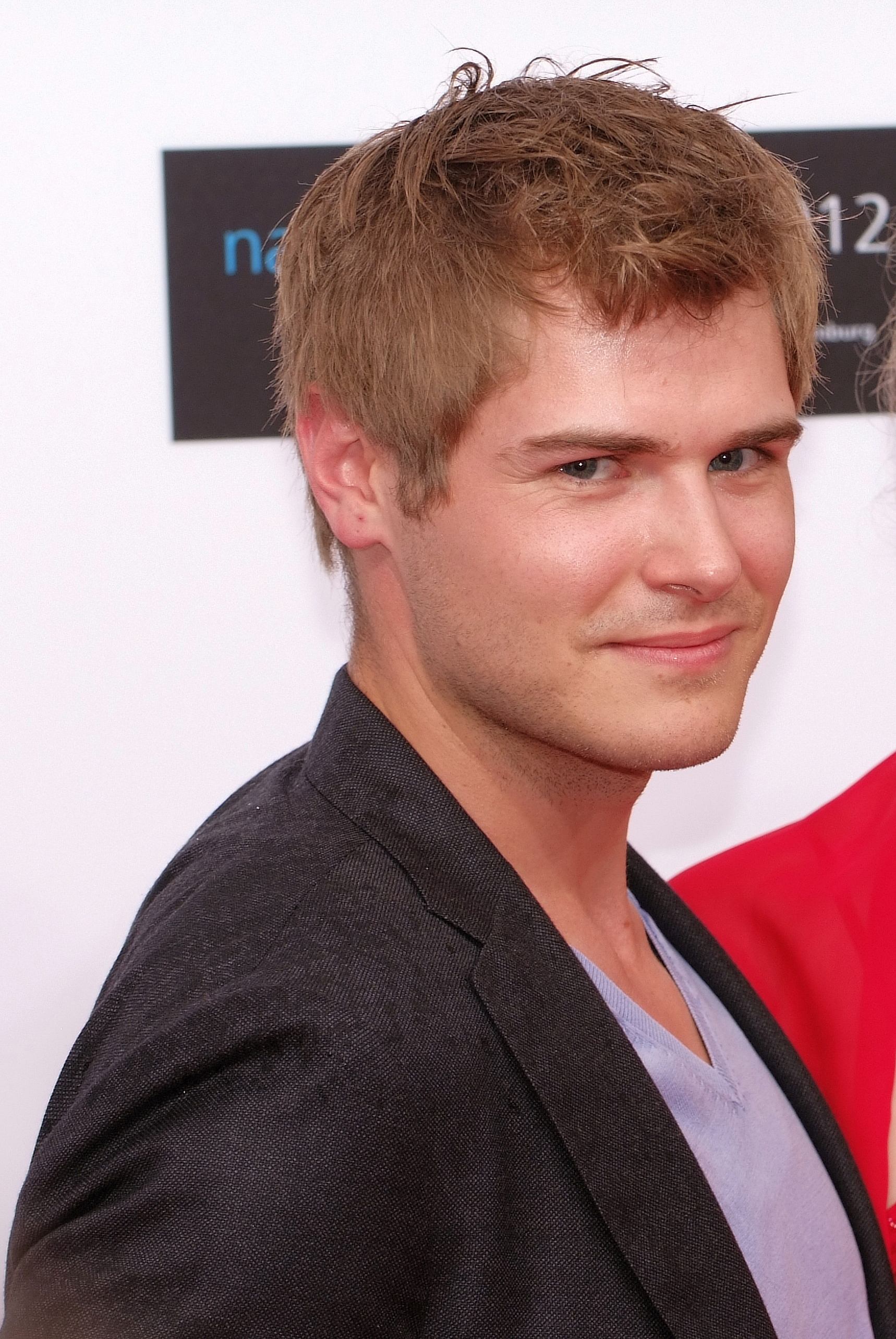
Peter Foyse (2012)

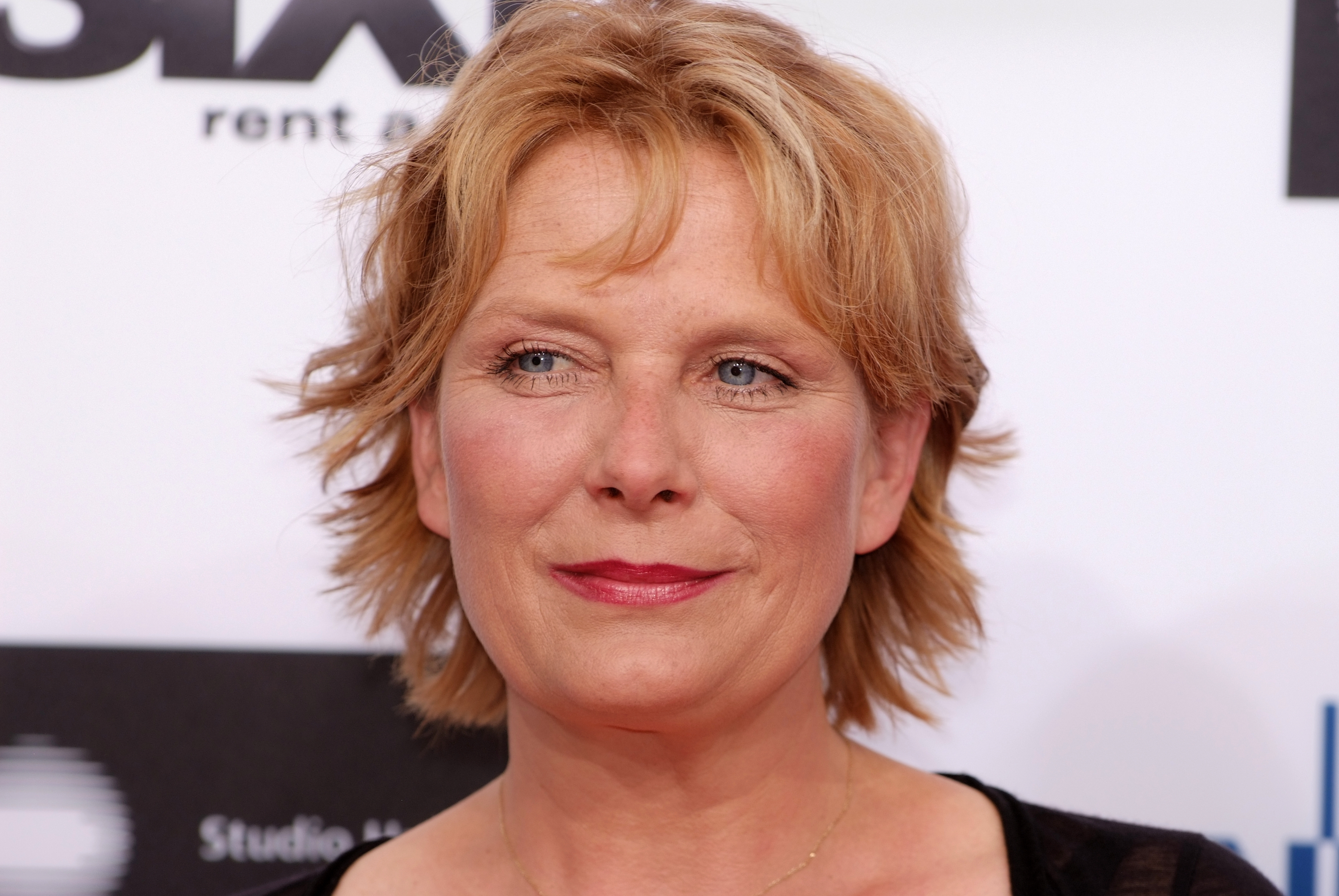
Janette Rauch (2012)

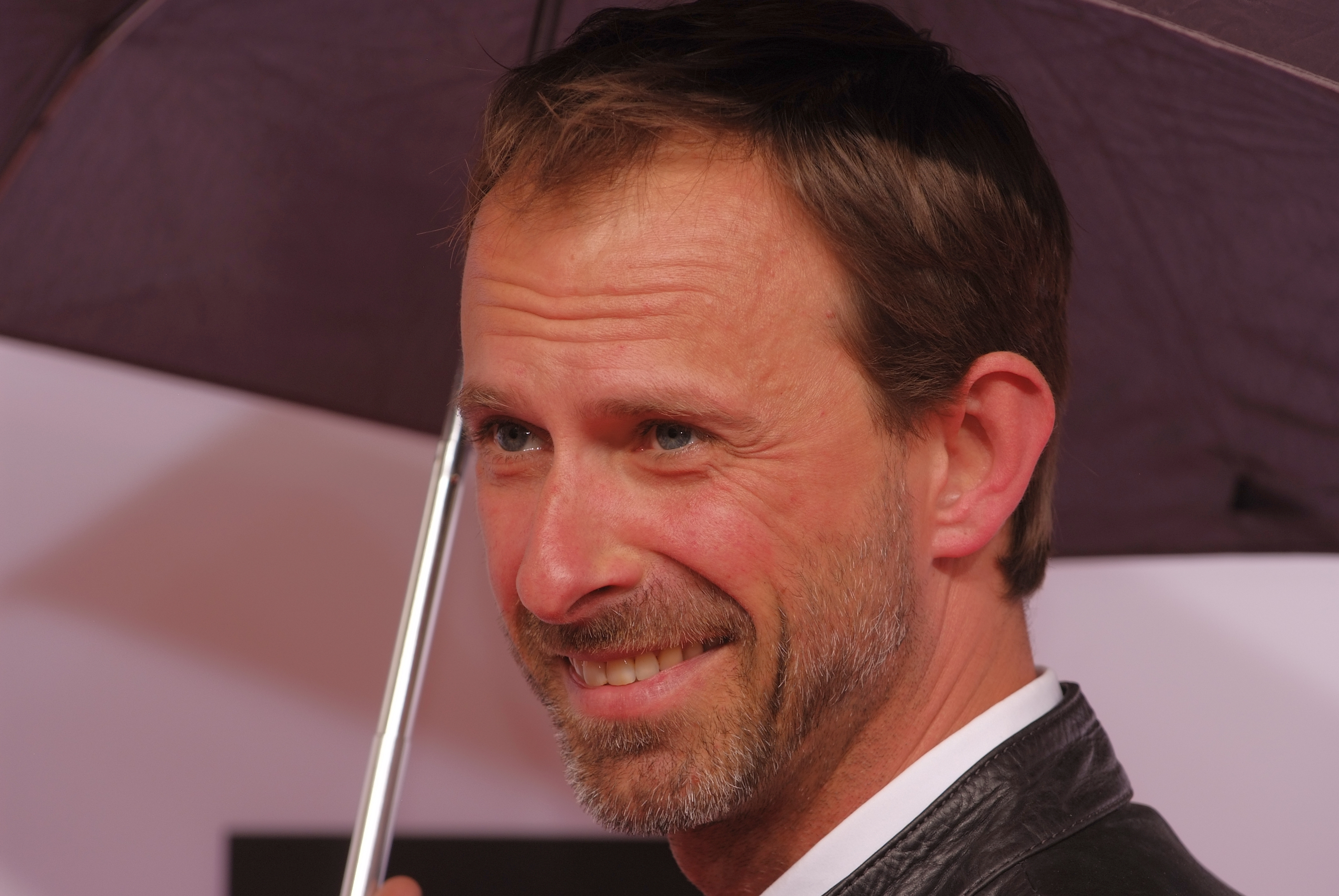
Nicolas König (2012)

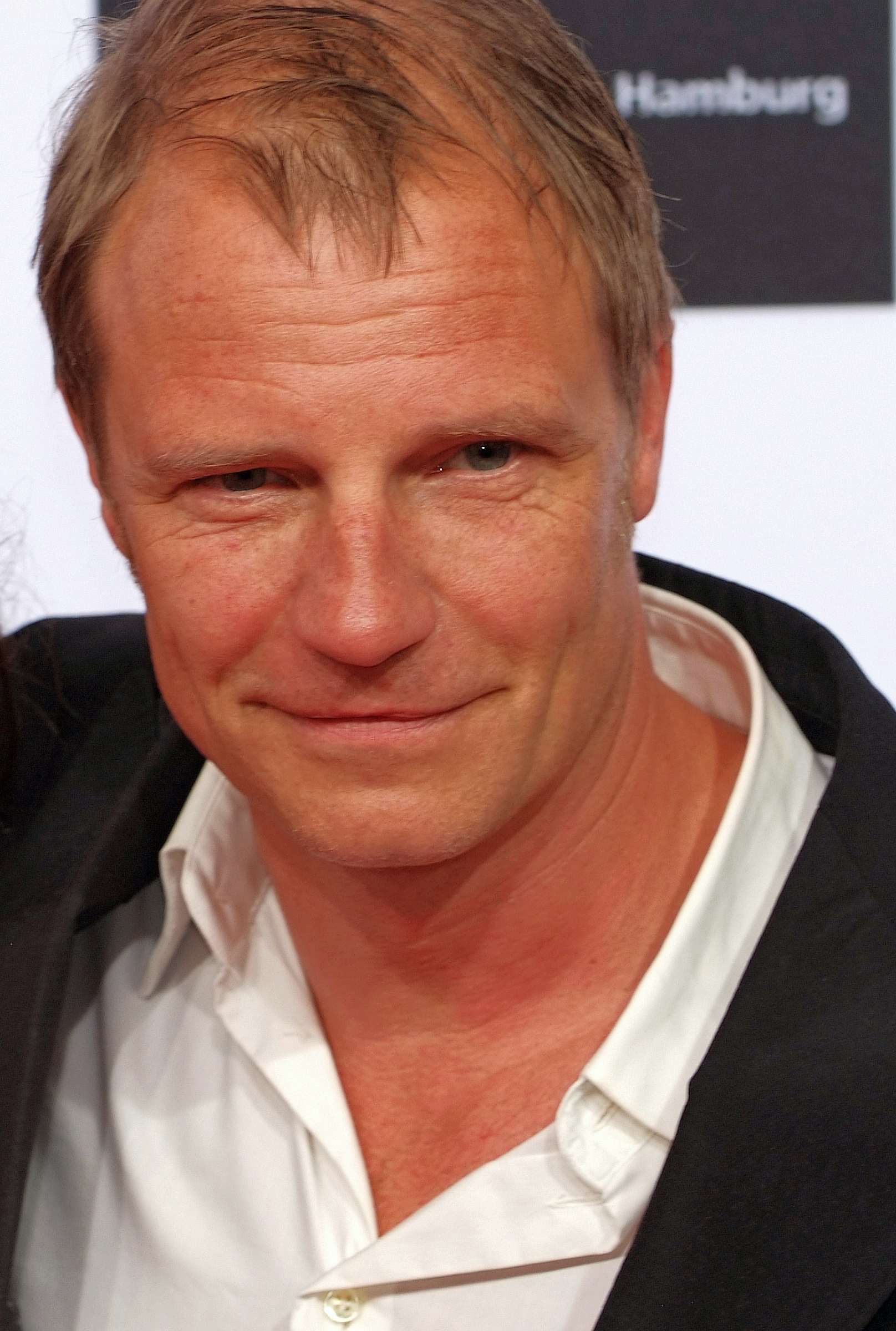
Thorsten Nindel (2012)

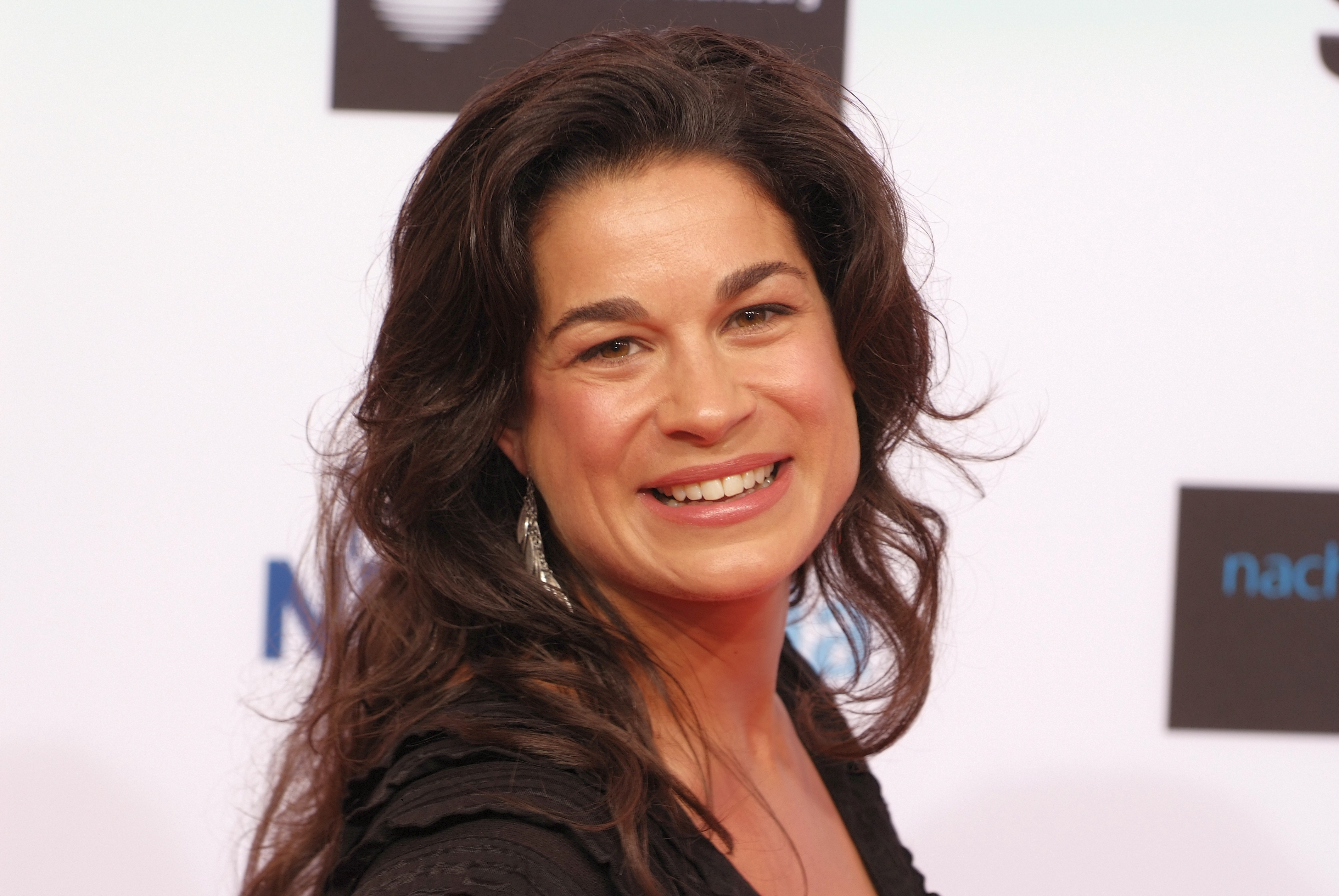
Caroline Kiesewetter (2012)

My Life (Rote Rosen), anche conosciuta come My Life - Segreti e passioni è una soap opera televisiva tedesca, trasmessa dal 6 novembre 2006 dal canale televisivo Das Erste.
In Italia è trasmessa da Canale 5 e dal 6 ottobre 2008 da Rete 4.

## Trama

### Prima stagione
La prima stagione ha come protagonisti Petra e il dottor Nick Bergmann. Petra è sposata con Thomas Jansen da circa 20 anni e ha due figlie: Jule e Tanja. Il giorno del 50º compleanno di Thomas, Petra sorprende il marito tra le braccia di Miriam, una ragazza molto giovane e molto amica di Tanja. Petra e Thomas si separano, e l'uomo inizia una relazione con Miriam. Nel frattempo, Petra incontra Nick Bergmann, un dottore con cui lei aveva avuto una storia d'amore anni prima. Tra i due si riaccende la passione, che sono costretti a nascondere a causa del matrimonio di Nick con Lynn. Petra, allora, inizia una relazione con un ragazzo, Jonas, anche se i due si lasceranno molto presto. Nick deciderà di lasciare Lynn e si trasferirà a casa di Petra. Lynn inizierà ad avere seri problemi mentali al ricordo che, anni prima, investì il figlio suo e di Nick con la macchina. Petra e Nick manderanno avanti la loro storia senza problemi, fino a che Petra, a seguito del ritrovamento di un biglietto di uno spettacolo, prenderà in considerazione l'idea che Tanja possa essere figlia di Nick. E infatti, si scoprirà proprio che Tanja è figlia di Nick e non di Thomas. Lynn, a quel punto, perderà il controllo e rapirà prima Tanja poi Nick. Petra arriverà in soccorso dei due appena in tempo per evitare una tragedia. Lynn lascerà Luneburg e andrà in una clinica psichiatrica, mentre Petra e Nick si trasferiranno a Ginevra con l'intenzione di sposarsi.

### Seconda stagione
La seconda stagione ha come protagonisti invece Alice, la migliore amica di Petra, e Marc, molto più giovane di lei ed ex fidanzato di Jule. I due iniziano una relazione già nella prima stagione. Ma non va tutto liscio. Nel corso della prima stagione, Alice incontra il padre creduto morto da anni e Marc tenta di convincerla a riappacificarsi con lui. Tra i due avviene una lite: il ragazzo è geloso dell'incontro di Alice che ha avuto con il dottor Jan Colbert. La donna dichiara però il suo amore a Marc e i due si sposano nel corso della 200ª puntata. La crisi, però, ha di nuovo inizio. Per Marc è molto difficile impegnarsi, e Alice si avvicina allora a Jan Colbert. Marc parte per un viaggio e avviene allora una tragedia: l'aereo si schianta, e non ci sono superstiti. Werner Treskow, il padre di Marc, torna a Luneburg per supportare Alice dopo il lutto. La donna è l'unica a credere ancora che Marc sia ancora vivo. Dopo pochi giorni, infatti, Alice riceve un messaggio telefonico da parte di Marc che prova la sopravvivenza del ragazzo. Marc torna a Luneburg al fianco di Catherine, la ragazza che lo ha tratto in salvo. Dopo un periodo di confusione, nel quale Marc credeva di non provare più niente per Alice, i due si ricongiungono e lasciano Luneburg insieme e felici.

### Terza stagione
La terza stagione ha come protagonisti Nina e Steffen. Nina compare in scena insieme ai due figli, Max ed Emma, quando Alice li trae in salvo da un terribile incidente. Nina e Alice, lentamente, stringono un forte rapporto di amicizia. Compare in scena poi Roland Olsen, il marito di Nina, che ha un comportamento morboso nei confronti della moglie. Nina cerca di allontanarlo e inizia una relazione con Gunter Flickenschild. I due arrivano davanti all'altare, ma la donna decide di lasciarlo. Conosce Steffen Feldhusen, un viaggiatore del mondo, e tra i due inizia una romantica storia d'amore. Roland sarà arrestato a seguito dei suoi intrighi di lavoro. Steffen parte per uno dei suoi tanti viaggi, mentre Nina lascia Luneburg insieme ai figli Max ed Emma.

### Quarta stagione
La quarta stagione ha come protagonisti Charlotte ed Erik. Charlotte appare in scena insieme alla sorella Alexandra per il funerale del padre. Le due donne si incontrano anche per leggere il testamento del padre. Alexandra teme che l'uomo abbia lasciato la casa editrice di sua proprietà solo a Charlotte e quindi lo falsifica. Si viene a sapere del passato di Alexandra: la donna, da bambina, sparò al fratello senza volerlo e da quel momento suo padre non la perdonò mai. A Luneburg arriva Erik, il marito di Alexandra. Si scopre che, 30 anni prima, Charlotte ed Erik avevano avuto una storia e tra i due si riaccende la passione. Erik non vuole lasciare Alexandra per il figlio Felix, e quindi Charlotte inizia una breve relazione con un ragazzo, Klaus. Charlotte ed Erik, però, cedono ed iniziano una relazione. Charlotte inizia a scrivere un libro per la casa editrice con l'aiuto di Erik, e Alexandra è disposta a tutto per dividerli. Ruba il libro della sorella e lo nasconde tra la roba di Felix. Charlotte ed Erik litigano per questo e rischiano di lasciarsi. Avviene un colpo di scena: Alexandra trova una lettera del padre in cui le perdonava tutto il male che aveva fatto. Alexandra capisce che tutti i suoi intrighi sono stati inutili e scoppia in una risata echeggiante. Con una pistola, vuole uccidere Charlotte ed Erik interviene e finisce in ospedale. Alexandra viene rinchiusa in una clinica psichiatrica, mentre Charlotte ed Erik si trasferiscono a Parigi.

### Quinta stagione
La quinta stagione ha come protagonisti Andrea e Martin. La donna è sposata con Simon ed ha una figlia, Lena. Martin, invece, compare in scena per aiutare Charlotte ed Erik con la chiusura della casa editrice. Andrea e Martin rimangono colpiti l'uno dall'altra, ma lei sopprime i suoi sentimenti per il marito. Quest'ultimo, però, muore e per Andrea è un trauma. Il dolore scompare, quando Andrea scopre che Simon la tradiva già da tempo. Martin ne approfitta per farsi avanti con Andrea. I due iniziano una relazione. A Luneburg arriva Ina, la vera compagna di Martin. Quest'ultimo lascia Andrea per ricongiugersi con Ina, e la donna, allora, si avvicina a Sven. Martin, però, non riesce a stare lontano da Andrea e i due tornano finalmente insieme. Ma non è ancora finita: Ina ricompare nelle loro vite... incinta. Martin crede che presto diventerà padre e lascia Andrea, per stare vicino a Ina e al bambino. Andrea non crede a Ina e, infatti, scopre che il bambino che la donna aspetta non è di Martin. Quest'ultimo lo scopre e lascia definitivamente la donna per ricongiungersi con Andrea. Ina lascia Luneburg insieme a Sven, mentre Martin chiede ad Andrea di sposarlo. Andrea accetta e i due si sposano in un mulino a vento in segreto. Alla fine, Andrea e Martin si trasferiscono a Milano per aprire un negozio di antiquariato insieme.

### Sesta stagione
La sesta stagione ha come protagonisti Gesa e Tim. Sono sposati da anni e hanno due figli, Tim e Nele. Gesa e Tim iniziano un progetto di ristrutturazione e l'uomo affianca alla moglie una donna di nome Sophie. Gesa non si trova d'accordo con Sophie, visto che quest'ultima mette gli occhi su Tim. Gesa inizia ad avere anche l'impressione che Sophie le voglia fare del male. Tim cerca di dissuadere la moglie da quelle idee, mentre Gesa rincontra Steffen, un grande amore di anni prima. Gesa e Steffen iniziano una relazione, mentre Tim si avvicina a Sophie. Sembra che tra Gesa e Tim sia finito tutto, ma i due si riavvicinano quando alla figlia Nele viene diagnosticata la sclerosi multipla. Gesa e Tim si supportano a vicenda e sembra che tra i due si riaccenda l'amore di un tempo. Sophie, però, interviene e finge di aspettare un bambino da Tim per non perderlo. Questa storia va avanti per poco. Tim scopre la verità e lascia Sophie. L'uomo si riavvicina poi a Gesa e i due sono pronti per ricominciare la loro storia. A quel punto, Sophie svela a Gesa che la odia al tal punto di farle del male solo perché, anni prima, Gesa aveva investito (accidentalmente) il padre di Sophie causandogli la morte. Sophie vuole vendicarsi di Gesa, e spara a Tim. Quest'ultimo finisce in coma, ma poi si risveglia. Gesa decide di lasciare Steffen perché capisce di amare Tim. Quest'ultimo e Gesa, alla fine, lasciano Luneburg insieme.

### Settima stagione
La settima stagione ha come protagonisti Katja e Philipp. I due si incontrano subito dopo l'arrivo di Katja a Luneburg. Tra i due si accende immediatamente la passione, e passano la notte insieme. Inaspettatamente Philipp scompare nel nulla, e Katja inizia ad occuparsi del padre Achim che viene accusato di traffici illegali. A sorpresa, Katja scopre che l'avvocato che accusa Achim è proprio Philipp e questo li mette l'una contro l'altro per poco. La storia si conclude, e i due possono riappacificarsi. Non per molto. In città, arriva Henriette, la moglie di Philipp. La donna è paralizzata da tempo e Philipp non riesce a lasciarla, e si allontana da Katja. Henriette scopre comunque la tresca del marito e torna a camminare. Lui, però, non è disposto a continuare la loro storia. Henriette crede che voglia tornare da Katja, e inizia a mettere delle cimici nell'ufficio del marito. Katja la scopre nell'atto e cerca di rivelare tutto a Philipp, che però non le crede. Capendo di non averlo più dalla sua parte, Katja inizia una breve relazione con Christoph. Philipp, però, finisce in coma e Katja capisce di amarlo. I due tornano insieme, ma Henriette non è disposta ad accettarlo. Finge il suicidio, e riesce a far credere a tutti, compreso Philipp, che sia stata Katja a tentare alla sua vita. Katja viene arrestata, ma finalmente Henriette rivela la verità, chiede perdono a Katja e lascia la città. Katja e Philipp tornano insieme e si sposano durante una bella cerimonia. Al termine della stagione, assieme alla figlia di lei Ella, lasciano per sempre Luneburg.

### Ottava stagione
L'ottava stagione ha come protagonisti Susann e Clements. Entrambi arrivano a Lüneburg per un motivo specifico, lei perché sua madre Louise Winter e morta improvvisamente, lui invece perché la moglie la professoressa Regina Harzfeld e diventata direttrice dell'ospedale di Lüneburg. Susann e madre di due figli di nome Fenya e Lars e di Bente Westphal sua figliastra nata da un padre biologico. Il suo scopo e quello di trovarlo riuscendovi, incontrerà anche sua zia Giovanna che e in gravi condizioni infatti e molto malata. Susann riuscirà a salvarla dondole del sangue essendo dello stesso gruppo sanguigno della zia. Si scoprirà in seguito che Susann e Clements sono fratello e sorella nati dati da Lousei. Si scopre inoltre che Clemens ha un altro fratello di nome Romano con cui ha perso i propri contatti avendo litigato in passato, solo al funerale della madre Louise Winter entrambi Clemens e Romano non litigheranno. Anche se Susann e Clemens sono fratelli si svilupperanno forti sentimenti per entrambi i due, e alla fine andranno dopo varie peripezie a viviere in Vietnam.

### Nona stagione
Vera è una ragazza che lavora come distributore di calzature Lueder Hannes, con sua figlia Ariane ha un buon rapporto, attraverso un malintero con suo zio e sua figlia, affittando così l'appartamento al primo piano nella casa rosa di Johanna. Mentre Jan Mertens arriva a Lùneburgo, quando Erika gli riporta il suo portafoglio smarrito. Jan ottiene così un buon contatto con Erika la nipote di Merle, inoltre decide così di restare a Lùneburgo, per restare ad abitare nel suo condominio e lavorare di nuovo con il suo gruppo di lavoro, e tornare a livere con Mick e Alfred, tuttavia, lascia Mick dopo un gioco a golf, il WG. Tra Vera e Jan la scintilla nasce al primo incontro, anche se Vera possiede un negozio biologico e Jan possiede un supermercato biologico, questo però rafforzerà il loro rapporto.

## Puntate
| Stagione                 | Puntate | Prima TV Germania | Prima TV Italia |
| ------------------------ | ------- | ----------------- | --------------- |
| Prima stagione           | 214     | 2006-2007         | 2008-2009       |
| Seconda stagione         | 116     | 2007-2008         | inedita         |
| Terza stagione           | 90      | 2008              | inedita         |
| Quarta stagione          | 177     | 2008-2009         | inedita         |
| Quinta stagione          | 201     | 2009-2010         | inedita         |
| Sesta stagione           | 200     | 2010-2011         | inedita         |
| Settima stagione         | 200     | 2011-2012         | inedita         |
| Ottava stagione          | 200     | 2012              | inedita         |
| Nona stagione            | 200     | 2012-2013         | Inedita         |
| Decima stagione          | 214     | 2013-2014         | Inedita         |
| Undicesima stagione      | 186     | 2014-2015         | Inedita         |
| Dodicesima stagione      | 200     | 2015-2016         | Inedita         |
| Tredicesima stagione     | 200     | 2016-2017         | Inedita         |
| Quattordicesima stagione | 200     | 2017-2018         | Inedita         |
| Quindicesima stagione    | 200     | 2018-2019         | Inedita         |
| Sedicesima stagione      | 200     | 2019              | Inedita         |
| Diciassettesima stagione | 200     | 2019-2020         | Inedita         |
| Diciottesima stagione    | 235     | 2020-2021         | Inedita         |
| Diciannovesima stagione  | 135     | 2021-2022         | Inedita         |
| Ventesima stagione       | 170     | 2022-2023         | Inedita         |
| Ventunesima stagione     | 150     | 2023              | Inedita         |
| Ventiduesima stagione    | 174     | 2023-2024         | Inedita         |
| Ventitreesima stagione   |         | 2024-2025         | Inedita         |

## Cast

### Protagonisti
| Attore                                            | Nome del Personaggio                     | Puntate               | Data Trasmissione Originale | Apparizioni                       |
| ------------------------------------------------- | ---------------------------------------- | --------------------- | --------------------------- | --------------------------------- |
| 1. Petra & Nick: 1-214                            |                                          |                       |                             |                                   |
| Angela Roy                                        | Petra Jansen                             | 1–214                 | 2006–2007                   | 2312-2315 (2016)                  |
| Joachim Raaf                                      | Dr. Nick Bergmann                        | 1–214                 | 2006–2007                   |                                   |
| 2. Alice & Marc: 215-330                          |                                          |                       |                             |                                   |
| Janette Rauch                                     | Alice Albers                             | 1−330                 | 2006−2008                   | 381−385 (2008)                    |
| Jan Hartmann                                      | Marc Treskow                             | 9−259 / 291-330       | 2006−2008                   |                                   |
| 3. Nina & Steffen: 331-420                        |                                          |                       |                             |                                   |
| Christoph Kottenkamp                              | Steffen Feldhusen                        | 191–420 / 821-990     | 2007−2008 / 2010-2011       |                                   |
| Sabine Vitua                                      | Nina Olsen nata Fischer                  | 201–420               | 2007–2008                   | 424 (2008)                        |
| 4. Charlotte & Erik: 421-597                      |                                          |                       |                             |                                   |
| Annett Kruschke                                   | Charlotte Kröger                         | 399−597               | 2008−2009                   |                                   |
| Stephan Schill                                    | Erik Siemers                             | 418−597               | 2008−2009                   |                                   |
| 5. Andrea & Martin: 598-798                       |                                          |                       |                             |                                   |
| Stephan Baumecker                                 | Martin Ahrens                            | 587−798               | 2009−2010                   |                                   |
| Isabel Varell                                     | Andrea Ahrens nata Roth                  | 592−799               | 2009−2010                   | 834–850 (2010)                    |
| 6. Gesa & Tim: 801-1000                           |                                          |                       |                             |                                   |
| Mona Klare                                        | Gesa Matthiessen nata Grewe              | 801−1000              | 2010−2011                   |                                   |
| Nicolas König                                     | Tim Matthiessen                          | 801−1000              | 2010−2011                   |                                   |
| 7. Katja & Philip: 1001-1200                      |                                          |                       |                             |                                   |
| Saskia Valencia                                   | Katja Stein nata Meissner                | 1001−1200             | 2011-2012                   |                                   |
| Thorsten Nindel                                   | Philip Stein                             | 1001−1200             | 2011-2012                   |                                   |
| 8. Susann & Clemens: 1201-1400                    |                                          |                       |                             |                                   |
| Falk-Willy Wild                                   | Clemens Winter                           | 1196-1400             | 2012                        |                                   |
| Elisabeth Lanz                                    | Susann Winter alias Katharina Kupfer     | 1201-1400             | 2012                        |                                   |
| 9. Vera & Jan: 1401-1600                          |                                          |                       |                             |                                   |
| Timothy Peach                                     | Jan Mertens                              | 1387–1602             | 2012– 2013                  | 1796–1800 (2014)                  |
| Sandra Speichert                                  | Vera Christiansen nata Lüder             | 1401–1602             | 2012– 2013                  |                                   |
| 10. Tine & Ole: 1601-1814                         |                                          |                       |                             |                                   |
| Patrik Fichte                                     | Ole Wolff                                | 1586-1814             | 2013-2014                   |                                   |
| Maike Bollow                                      | Tine Hedelund                            | 1601-1814             | 2013-2014                   |                                   |
| 11. Jana & Sebastian: 1815-2000                   |                                          |                       |                             |                                   |
| Jenny Jurgens                                     | Jana Greve nata Carstens                 | 1801-2000             | 2014-2015                   | 2726-2740 (2018)                  |
| Klaus Zmorek                                      | Sebastian Voss                           | 1801-2000             | 2014-2015                   |                                   |
| 12. Nora & Arthur: 2001-2200                      |                                          |                       |                             |                                   |
| Anne Moll                                         | Nora Franke alias Dott.ssa Katrin Körner | 2001-2200             | 2015-2016                   |                                   |
| Oliver Sauer                                      | Lasse Petersen                           | 1991-2175             | 2015-2016                   |                                   |
| Jochen Horst                                      | Arthur Burgstett                         | 2076-2200             | 2015-2016                   |                                   |
| 13. Sydney & Mathis: 2201-2400                    |                                          |                       |                             |                                   |
| Cheryl Shepard                                    | Sydney Flickenschild                     | 148-181 / 2201-2400   | 2016-2017                   | 2526–2530 (2017) 2551–2555 (2017) |
| Hedi Honert                                       | Mathis Segert                            | 2201-2400             | 2016-2017                   |                                   |
| 14. Helen & Peer: 2401-2600                       |                                          |                       |                             |                                   |
| Jörg Pintsch                                      | Peer Juncker                             | 2391-2600             | 2017-2018                   |                                   |
| Patricia Schäfer                                  | Helen Fries                              | 2400-2600             | 2017-2018                   |                                   |
| 15. Sonja & Tilmann: 2601-2800                    |                                          |                       |                             |                                   |
| Madeleine Niesche                                 | Sonja Röder                              | 2601-2800             | 2018-2019                   |                                   |
| Björn Bugri                                       | Tilmann Oberberg                         | 2602-2800             | 2018-2019                   |                                   |
| 16. Hilli & Frank: 2801-3000                      |                                          |                       |                             |                                   |
| Gerit Kling                                       | Hilke "Hilli" Helkop                     | 2801-3000             | 2019                        |                                   |
| Axel Buchholz                                     | Frank Pollmann                           | 2801-3000             | 2019                        |                                   |
| 17. Astrid & Alex: 3001-3200                      |                                          |                       |                             |                                   |
| Philipp Oliver Baumgarten                         | Alexander "Alex" Maiwald                 | 2986-3200             | 2019-2020                   |                                   |
| Claudia Schmutzler                                | Astrid Richter                           | 3001-3200             | 2019-2020                   |                                   |
| 18. Mona & Jens + Tatjana & Paul Tyler: 3201-3435 |                                          |                       |                             |                                   |
| Martin Luding                                     | Jens Reichard                            | 3192-3435             | 2020-2021                   | 3705 / 3707-3710 (2023)           |
| Jana Hora-Goosmann                                | Mona Herzberg                            | 3201-3435             | 2020-2021                   | 3576-3580 (2022)                  |
| Judith Sehrbrock                                  | Tatjana Petrenko                         | 3202-3435             | 2020-2021                   |                                   |
| Leander Lichti                                    | Paul Tyler Jansen                        | 3286-3435             | 2021                        |                                   |
| 19. Katrin & Leo: 3436-3570                       |                                          |                       |                             |                                   |
| Nicole Ernst                                      | Katrin Zeese                             | 3426-3570             | 2021-2022                   |                                   |
| Daniel Hartwig                                    | Stefano Leonardo "Leo" Greco             | 3438-3570             | 2021-2022                   |                                   |
| 20. Sandra & Mathias: 3571-3740                   |                                          |                       |                             |                                   |
| Theresa Hübchen                                   | Sandra Reichard                          | 3571-3795             | 2022-2023                   |                                   |
| Makke Schneider                                   | Dr. Mathias Wilke                        | 3630-3755 / 3781-3794 | 2022-2023                   |                                   |
| 21. Anette & Ralf: 3741-3890                      |                                          |                       |                             |                                   |
| Sarah Masuch                                      | Anette Roth                              | 3571-3890             | 2022-2023                   |                                   |
| Hardy Krüger Jr.                                  | Ralf Sobotta                             | 3741-3890             | 2023                        |                                   |
| 22. Jördis & Klaas: 3891-4064                     |                                          |                       |                             |                                   |
| Diana Staehly                                     | Jördis Kılıc                             | 3881-4064             | 2023-2024                   |                                   |
| Sebastian Deyle                                   | Dr. Klaas Jäger                          | 3891-4064             | 2023-2024                   |                                   |
| 23. Svenja & Arthur: 4065-                        |                                          |                       |                             |                                   |
| Lea Marlen Woitack                                | Svenja Jablonski                         | 4058                  | 2024-2025                   |                                   |
| Vivian Frey                                       | Arthur                                   |                       | 2025                        |                                   |

## La sigla
Con ogni nuova stagione viene composta una nuova sigla, che introduce i personaggi più importanti. La canzone della sigla è This Is My Life di Joana Zimmer.
Stagione 1Angela Roy, Joachim Raaf, Gerry Hungbauer (Janette Rauch, presente nei titoli ma non compare nella sigla).
Stagione 2Janette Rauch, Jan Hartmann, Ingo Brosch, Sabine Vitua, Matthias Paul, Christoph Kottenkamp
Stagione 3Roswitha Schreiner, Gerry Hungbauer, Sabine Vitua, Matthias Paul, Hermann Toelcke, Christoph Kottenkamp
Stagione 4Annett Kruschke, Eric Langner, Karina Thayenthal, Stephan Schill, Roswitha Schreiner
Stagione 5Isabell Varell, Simon Licht, Roswitha Schreiner, Stephan Baumecker
Stagione 6Mona Klare, Birgit Würz, Christoph Kottenkamp, Nicolas König
Stagione 7Saskia Valencia, Thorsten Nindel, Susanne Steidle, Birgit Würz
Stagione 8Elisabeth Lanz, Johannes Terne, Falk-Willy Wild, Anja Franke
Stagione 9Sandra Speichert, Timothy Peach, Anja Franke, Hermann Toelcke, Barbara Ricci
Stagione 10Maike Bollow, Markus Bluhm, Anja Franke, Patrick Fichte, Daniela Wutte
Stagione 11Jenny Jürgens, Klaus Zmorek, Anja Franke, Lara-Maria Wichels, Jannik Nowak
Stagione 12Anne Moll, Oliver Sauer, Maria Fuchs, Leonie Landa, Gregory B. Waldis
Stagione 13Cheryl Shepard, Hedi Honert, Urs Remond (dalla puntata 2250 David C. Bunners), Anja Franke, Hermann Toelcke, Mickey Hardt
Stagione 14Patricia Schäfer, Christian Rudolf, Malin Steffen, Jörg Pintsch, Dana Golombek, Anja Franke
Stagione 15Madeleine Niesche, Andrea Lüdke, Wolfram Grandezka, Björn Bugri, Anja Franke
Stagione 16Gerit Kling, Axel Buchholz, Anja Franke, Lena Meckel, Julian Brodacz, Tom Mikulla
Stagione 17Claudia Schmutzler, Jelena Mitschke, Herbert Ulrich, Philipp Oliver Baumgarten, Clara Apel
Stagione 18Katja Frenzel & Hakim-Michael Meziani, Jelena Mitschke & Jerry Kwarteng, Herbert Schäfer, Maria Fuchs, Brigitte Antonius & Gerry Hungbauer, Wolfram Grandezka & Anja Franke, Hermann Toelcke & Arne Rudolf & Lara-Isabelle Rentinck, Claus Dieter Clausnitzer & Antonia Jungwirth & Thore Lüthje & Yun Huang, Leander Lichti & Martin Luding, Judith Sehrbrock & Jana Hora-Goosmann
Stagione 19Katja Frenzel & Hakim-Michael Meziani, Jelena Mitschke & Jerry Kwarteng, Nicole Ernst & Leonie Beuthner, Daniel Hartwig & Anne Brendler & Stefan Plepp, Maria Fuchs, Wolfram Grandezka & Anja Franke, Hermann Toelcke & Arne Rudolf & Thore Lüthje, Edelgard Hansen & Lara-Isabelle Rentinck, Antonia Jungwirth & Claus Dieter Clausnitzer
Stagione 20Brigitte Antonius & Katja Frenzel & Hakim-Michael Meziani, Jelena Mitschke & Jerry Kwarteng, Tim Olrik Stöneberg & Theresa Hübchen, Marcus Bluhm, Lara-Isabelle Rentinck & Malene Becker & Marc Schöttner & Claus Dieter Clausnitzer, Maria Fuchs, Edelgard Hansen & Makke Schneider, Lucy Hellenbrecht & Lucas Bauer, Hermann Toelcke & Arne Rudolf & Thore Lüthje, Sarah Musach
Stagione 21Brigitte Antonius & Katja Frenzel & Hakim-Michael Meziani, Jelena Mitschke & Jerry Kwarteng, Sarah Musach, Hardy Krüger, Theresa Hübchen & Makke Schneider (fino alla puntata 3855), Marcus Bluhm, Maurice Pawlewski & Thore Lüthje & Ideal Kanal & Malene Becker, Maria Fuchs, Anja Franke & Hermann Toelcke, Anna Bardorf, Lara-Isabelle Rentinck & Remo Schulze
Stagione 22Brigitte Antonius & Katja Frenzel & Hakim-Michael Meziani, Jelena Mitschke & Jerry Kwarteng, Diana Staehly, Lara-Isabelle Rentinck & Remo Schulze, Mehmet Daloǧlu & Alinda Yamaci & Renan Demirkan, Yunus Cumartpay, Sebastian Deyle & Jan Stapelfeldt, Maria Fuchs, Anja Franke & Hermann Toelcke, Birthe Wolter & Maurice Pawlewski & Thore Lüthje & Claus Dieter Clausnitzer
Stagione 23Lea Marlen Woitack, René Dumont & Alessia Mazzola & Francesco Oscar Schramm & Jelena Mitschke, Yunus Cumartpay & Jan Stapelfeldt, Maike Johanna Reuter & Thore Lüthje & Martina Eitner-Acheampong, Brigitte Antonius & Katja Frenzel & Hakim-Michael Meziani, Vivian Frey & Lara-Isabelle Rentinck, Caroline Schreiber & Hermann Toelcke, Jan Liem & Mehmet Daloǧlu & Sarah Buchholzer

## Il successo in Germania
Petra è una donna ultraquarantenne che si trova a dover fare i conti con sé stessa e con le amare sorprese che il destino le riserva: scopre che il marito Thomas, infatti, ha da mesi una relazione segreta con Miriam, la giovane amica della loro primogenita Tanja. In poco tempo, quella che sembrava una famiglia felice va a rotoli e Petra deve ricominciare.
Oltre a questa donna dolce e combattiva, interpretata da Angela Roy, all'interno della soap sono molti i tradimenti e le vendette, le passioni e gli odi, i nuovi amori e le scelte da prendere che coinvolgono tutti i protagonisti. Thomas e Miriam, la nuova coppia, inaspettatamente si trova a dover accogliere un bambino.
Le figlie di Petra, Tanja e Jule, sono invece alle prese con le rispettive storie d'amore: Tanja col marito Uli, da poco sposato, e Jule divisa tra Marc e Hacki, che ospita in casa come amico. E poi c'è Alice, la migliore amica di sempre di Petra, sua fidata consigliera, che non si è mai sposata: ma anche lei troverà l'amore e sarà protagonista assoluta di una delle prossime stagioni.
In quasi 2000 puntate, molti personaggi sono entrati e usciti, portando con sé una scia di successo. Al momento, il "personaggio storico" della soap è solo Johanna, la madre di Thomas, anche se pure il figlio potrebbe essere considerato un personaggio storico, visto che ha abbandonato il cast solo dalla puntata 214 alla puntata 325.
Grazie al pubblico My Life ha visto aumentare continuamente le sue puntate dalle iniziali 200. Con la celebrazione della 1000ª puntata, in Germania vengono promosse altre 400 puntate, che corrispondono ad altre due stagioni. Il successo della soap in patria ha permesso ai produttori di continuare la soap fino al 2016, superando le 2000 puntate.

## L'accoglienza in Italia
Le prime cinque puntate erano state mandate in onda su Rete 4 dal 14 al 18 maggio 2007 con il titolo Segreti e passioni, e con risultati di audience molto scarsi (circa il 2% di share); così la soap viene cancellata dai palinsesti. Dal gennaio ad aprile 2008 la soap è stata trasmessa, in prima visione, su Mya, canale pay della piattaforma Mediaset Premium. Un anno dopo dalla messa in onda in chiaro dei primi 5 episodi, Mediaset rinomina la serie con il titolo My Life e la trasmette su Canale 5 dal 3 giugno 2008 al 19 settembre 2008 dalle 14.45 alle 15.55 (tra il 4 agosto e il 15 agosto doppio episodio dalle 13.40 alle 15.55). Successivamente è andata in onda nel periodo compreso tra il 22 settembre 2008 e il 3 ottobre 2008 dalle 16.30 alle 16.55 circa con un terzo di puntata al giorno.
Grazie alle proteste dei fans contro la sospensione, avviate da un blog italiano non ufficiale, la serie ha avuto un proseguimento nel palinsesto Mediaset; infatti la soap, a partire dal 6 ottobre 2008, riapproda su Rete 4 (ricalcando quel che è successo con Tempesta d'amore) a partire dalle 11.40 alle 12.40, tuttavia trasmettendo solo poco più di 2/3 di puntata (comportandone in tal modo una cronologia confusionaria poiché ogni giorno andava in onda la 2ª parte di una puntata e la 1ª di un'altra). Dal 16 marzo 2009 la soap si anticipa di un'ora per andare in onda alle 10.30, ma già dal 30 marzo 2009 viene spostata alle 11.00, per essere trasmessa solo mezz'ora. A causa del mancato acquisto delle nuove puntate, Rete 4 ha deciso di sospendere momentaneamente la soap a partire dal 10 aprile 2009. Attualmente, a quasi due anni dalla sospensione in chiaro, la messa in onda deve ancora riprendere.
Dal 28 luglio 2009 è ritornata nella mattina di Mya di Mediaset Premium che ha ritrasmesso solo il blocco delle puntate 01-100 fino al 14 dicembre 2009. Dal 21 luglio 2010 al 24 maggio 2011 il canale La5 ripropone la soap dalla prima puntata, dal lunedì al venerdì alle 09:45; sempre su questo canale, My Life, dal 20 settembre 2010 va in onda con una puntata intera (dalla n°32) quindi dalle 09:40 alle 10:30 circa, grazie ai buoni risultati d'ascolto ottenuti.
Dal 5 gennaio 2011, con la puntata 101, La5 trasmette la serie in 16:9, suo formato nativo (precedentemente la trasmissione era in 4:3 Letterbox). A fine maggio 2011 la soap viene bloccata nuovamente con la trasmissione della puntata n°200 lasciando intendere che la serie, in Italia, non avrebbe avuto futuro. Dal 12 marzo 2012 la soap viene riproposta nel pomeriggio di Rete 4, con le repliche della prima stagione, al posto di Sentieri. Da notare che queste repliche sono mandate in 16:9 già dalla terza puntata. My Life viene riproposta dal 18 novembre 2013 alle 6:55 su La5.
Per quanto riguarda gli ascolti su Canale 5 la soap ha ottenuto buone percentuali di share, intorno al 17%-18%, vicini a quelli di Tempesta d'amore, altra soap di ARD che ha avuto maggiore successo. Su Rete 4 al contrario ha raccolto nuovamente ascolti bassi con una media del 5% di share e 300/400.000 spettatori.